# Calcutta Stock Exchange
Die Calcutta Stock Exchange (CSE) ist eine indische Wertpapierbörse mit Sitz in Kalkutta, Indien. Sie untersteht dem indischen Finanzministerium. Sie ist eine der ältesten Börsen Asiens und die drittgrößte Börse Indiens. Sie wurde im Mai 1908 in der China Bazar Street 2 gegründet. Auf Anweisung der Regulierungsbehörde ist die CSE derzeit inaktiv.

## Geschichte
Im Jahr 1830 fanden die Börsenaktivitäten in Kalkutta unter einem Neembaum statt. Die frühesten Aufzeichnungen über Wertpapiergeschäfte in Indien beziehen sich auf den Handel mit Anleihen der Britischen Ostindien-Kompanie. Die Börse wurde am 1. Dezember 1863 von sechzehn führenden Börsenmaklern gegründet und begann ihren Betrieb in gemieteten Räumlichkeiten in der Strand Road 11. Dort befand sich auch eine öffentlich zugängliche Bibliothek, die gegen eine Gebühr zugänglich war. 1908 wurde die Börse in ihrer heutigen Form neu gegründet und hatte 150 Mitglieder. Das heutige Gebäude am Lyons Range wurde 1928 errichtet. Die Calcutta Stock Exchange Ltd. wurde mit Wirkung vom 14. April 1980 von der indischen Regierung gemäß den einschlägigen Bestimmungen des Securities Contracts (Regulation) Act von 1956 dauerhaft anerkannt. Die Calcutta Stock Exchange nutzte bis 1997 das offene Ausrufesystem für den Aktienhandel. Danach wurde es durch die elektronische Handelsplattform C-STAR (CSE Screen Based Trading And Reporting) ersetzt. Die Bombay Stock Exchange (BSE) hat eine strategische Investition in die Calcutta Stock Exchange getätigt und 5 % ihrer Anteile erworben.
Im Jahr 2013 stellte sie auf Weisung der Securities and Exchange Board of India (SEBI) den Handel ein und schloss 10 Jahre später, 2023 seinen Betrieb gänzlich.